# Leonard Starr
Pour les articles homonymes, voir Starr.
Leonard Starr, né à New York le 28 octobre 1925 et mort le 30 juin 2015, est un auteur américain de comics. Il a créé le comic strip On Stage et repris Little Orphan Annie.

## Biographie

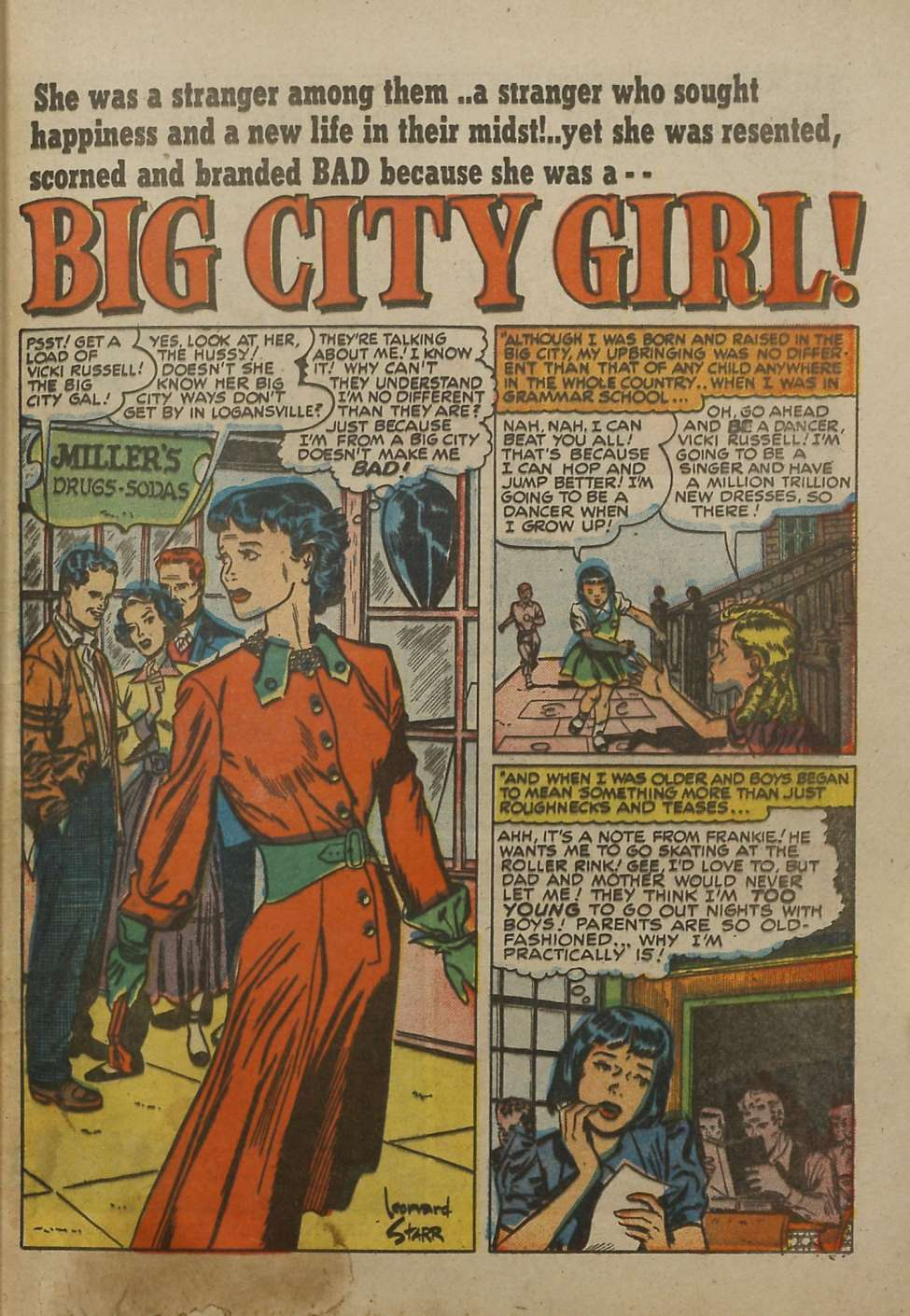
Page 41 du n° 11 de Young Romance signée de Leonard Starr, mai-juin 1949.

Né à New York City, Leonard Starr sort de la Manhattan's High School of Music and Art et étudie au Pratt Institute.

### Mary Perkins, On Stage
En 1957, Leonard Starr crée le comic strip On Stage, plus tard renommé Mary Perkins, On Stage qui paraît dans les colonnes du Chicago-Tribune-New York News Syndicate. Cette œuvre qui durera jusqu'en 1979 est un mélange de soap opera, d'aventure et d'humour.

### Autres travaux
Leonard Starr revient aux comic books dans les années 1970 et 80. Il travaille sur Morbius, the Living Vampire pour Marvel Comics en 1975. Plus tard, il est chez DC Comics où il dessine des planches pour le Who's Who dans le DC Universe (1986) et pour Superman et Lois Lane (1988). Pour Dargaud, il crée, en 1980, Kelly Green avec Stan Drake qui est le dessinateur de la série.

### L'animation
Leonard Starr travaille dans l'animation dans les années 1980. En 1984, il est appelé pour développer la bible de la série animée Cosmocats. Il a aussi travaillé sur la série de Rankin/Bass : Ghost Warrior (1985).

## Publications
- The Thundercats

## Prix et récompenses
- 1961 : Prix du comic strip à suivre de la National Cartoonists Society pour Mary Perkins, On Stage
- 1964 : Prix du comic strip à suivre de la NCS pour Mary Perkins, On Stage
- 1966 : Prix Reuben pour Mary Perkins, On Stage
- 1967 : Prix Alley du meilleur strip « s'intéressant à l'humain » pour Mary Perkins, On Stage
- 1968 : Prix Alley du meilleur strip « s'intéressant à l'humain » pour Mary Perkins, On Stage
- 1969 : Prix Alley du meilleur strip « s'intéressant à l'humain » pour Mary Perkins, On Stage
- 1982 : Prix Inkpot
- 1984 : Prix du comic strip à suivre de la NCS pour Little Orphan Annie